# Dubovîkî, Vasîlkivka
Dubovîkî (în ucraineană Дубовики) este un sat în comuna Mîkolaiivka din raionul Vasîlkivka, regiunea Dnipropetrovsk, Ucraina.

## Demografie
Componența lingvistică a localității Dubovîkî
     Ucraineană (100%)
Conform recensământului din 2001, toată populația localității Dubovîkî era vorbitoare de ucraineană (100%).